# درخشش فرمی

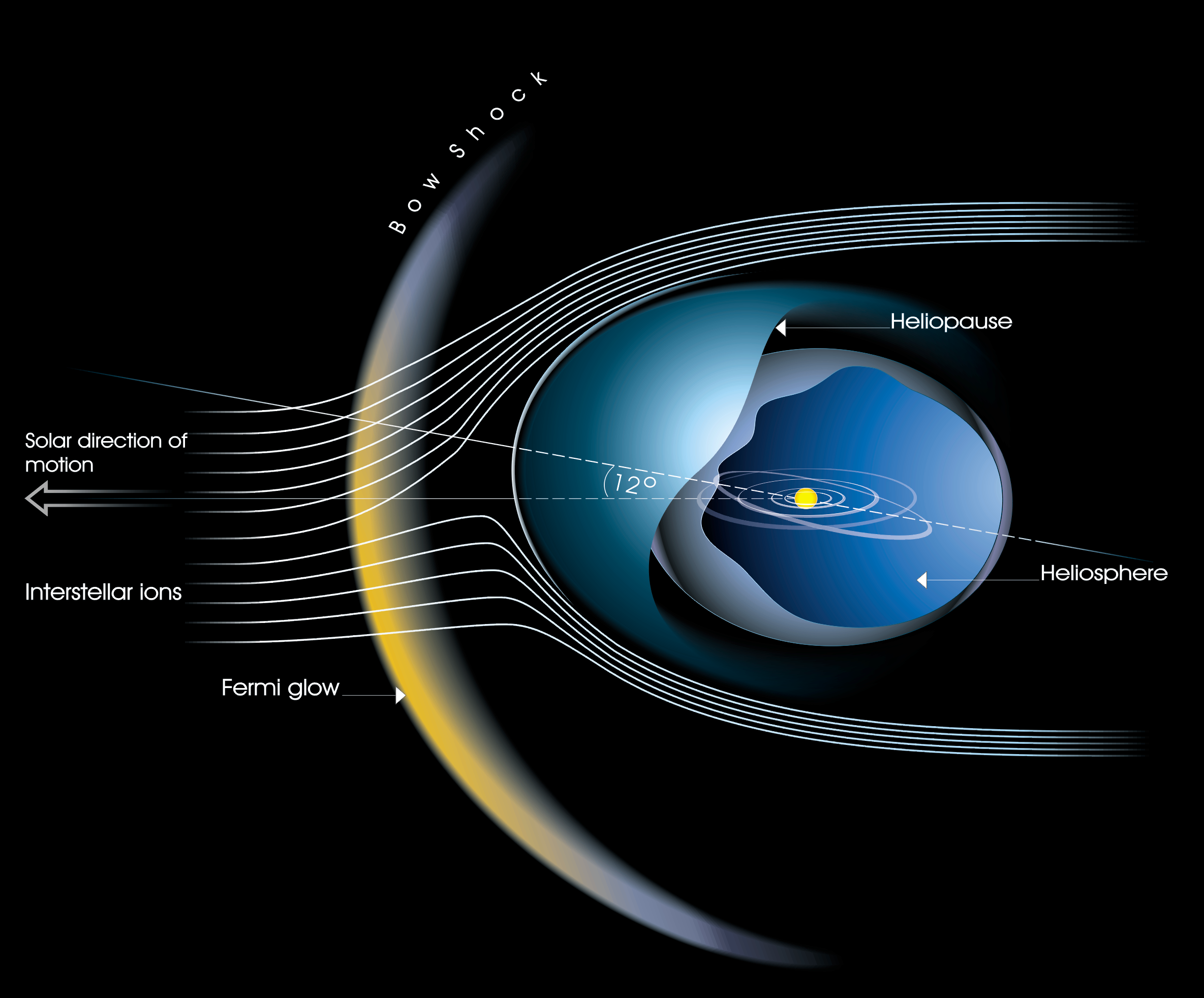
هلیوسفر و ساختارهای مختلف آن با درخشش فرمی احتمالی.

درخشش فرمی (انگلیسی: Fermi glow) به ذرات فرابنفش درخشان، عمدتاً هیدروژن گفته می‌شود که از شوک تعظیم منظومه شمسی سرچشمه می‌گیرند. این ذرات هنگامی ایجاد می‌شوند که نور ستارگان و خورشید وارد منطقه بین خورمرز و محیط میان‌ستاره‌ای شده و تحت شتاب فرمی، چندین بار به اطراف ناحیه انتقال پریده و از طریق برخورد با اتم‌های محیط میان‌ستاره‌ای، انرژی به دست می‌آورند. اولین شواهد از درخشش فرمی و از این رو شوک تعظیم، به کمک فضاپیمای وویجر ۱ و تلسکوپ فضایی هابل به‌دست آمد.
در سال ۲۰۱۲ داده‌های گردآوری‌شده از ماهواره کاوشگر مرز میان‌ستاره‌ای و فضاپیماهای وویجر ۱ و وویجر ۲ نشان داد که خورشید با سرعت کافی در محیط میان‌ستاره‌ای فعلی خود حرکت نمی‌کند تا یک شوک تعظیم داشته باشد.